# Greenwood (Minnesota)
Greenwood é uma cidade localizada no estado americano do Minnesota, no Condado de Hennepin.

## Demografia
Segundo o censo americano de 2000, a sua população era de 729 habitantes.
Em 2006, foi estimada uma população de 792, um aumento de 63 (8.6%).

## Geografia
De acordo com o United States Census Bureau tem uma área de 1,6 km², dos quais 0,9 km² cobertos por terra e 0,7 km² cobertos por água.

## Localidades na vizinhança
O diagrama seguinte representa as localidades num raio de 4 km ao redor de Greenwood.